# Calanchi di Castropignano e Limosano
Calanchi di Castropignano e Limosano este o arie protejată (arie specială de conservare — SAC, sit de importanță comunitară — SCI) din Italia întinsă pe o suprafață de 171 ha, integral pe uscat.

## Localizare
Centrul sitului Calanchi di Castropignano e Limosano este situat la coordonatele 41°38′57″N 14°34′40″E / 41.649167°N 14.577778°E.

## Înființare
Situl Calanchi di Castropignano e Limosano a fost declarat sit de importanță comunitară în septembrie 1995 pentru a proteja un număr necunoscut de specii din flora spontană și fauna sălbatică aflate în arealul zonei. Situl a fost protejat și ca arie specială de conservare în martie 2017.

## Biodiversitate
Situată în ecoregiunea mediteraneană, aria protejată conține 2 habitate naturale: Pseudostepă cu ierburi și specii anuale de Thero-Brachypodietea, Tufărișuri halo-nitrofile (Pegano-Salsoletea).
La baza desemnării sitului se află un număr nedeclarat de specii protejate.
Pe lângă speciile protejate, pe teritoriul sitului au mai fost identificate 6 specii de plante, 1 specie de nevertebrate.